# 横滨市歌
《横滨市歌》（日语： yokohama shika）是日本横滨市的市歌，由森鷗外作词，南能卫作曲。

## 概要
该曲最早披露于明治42年（1909年）7月1日在橫濱港新港埠头上举办的“开港五十周年纪念大祝贺会式典”。